# 스티브 야고
스티브 파리드 야고(프랑스어: Steeve Farid Yago, 1992년 12월 16일 ~ )는 키프로스 1부 리그의 아리스 리마솔에서 수비수로 활약하고 있는 부르키나파소의 축구 선수이다. 프랑스 출신으로 부르키나파소 국가대표팀에서 뛰고 있다.
야고는 카메룬에서 열린 2021년 아프리카 네이션스컵에 부르키나파소 대표로 참가했다.

## 구단 경력
야고는 2012년 8월 25일, 19세의 나이로 0-1로 이긴 낭시와의 경기에서 툴루즈 소속으로 리그 1 첫 경기를 치렀다.
2019년 1월 31일, 야고는 2018-19년 시즌 겨울 이적 시장 마지막 날, 리그 2의 르아브르에 시즌이 끝날 때까지 임대로 합류했다.
2021년 7월 1일, 그는 키프로스의 아리스 리마솔에 입단했다.

## 국가대표팀 경력
야고는 2013년 3월 23일, 니제르를 상대로 부르키나파소로부터 첫 번째 팀 선발전을 받았다. 이 경기는 4-0으로 이긴 2014년 FIFA 월드컵 아프리카 지역 예선이다.
그는 2015년 아프리카 네이션스컵에 부르키나파소 국가대표팀과 함께 참가했고 이후 2017년 아프리카 네이션스컵에 참가했다.
그는 2022년에 개최되는 2021년 아프리카 네이션스컵에 참가하여 개최국 카메룬을 상대로 골에 패하며 4위를 차지하게 되었다.
2023년 12월 20일, 그는 위베르 벨뤼가 선정한 부르키나파소 선수 27명 중 2023년 아프리카 네이션스컵에 출전할 선수로 선정되었다.